# Silvio Santos Vem Aí
"Silvio Santos Vem Aí" é uma canção gravada pelo apresentador e cantor brasileiro Silvio Santos e composta por Archimedes Messina. É a trilha mais conhecida de Silvio e utilizada por este como trilha sonora e de abertura do Programa Silvio Santos desde sua estreia na década de 1970.

## Composição

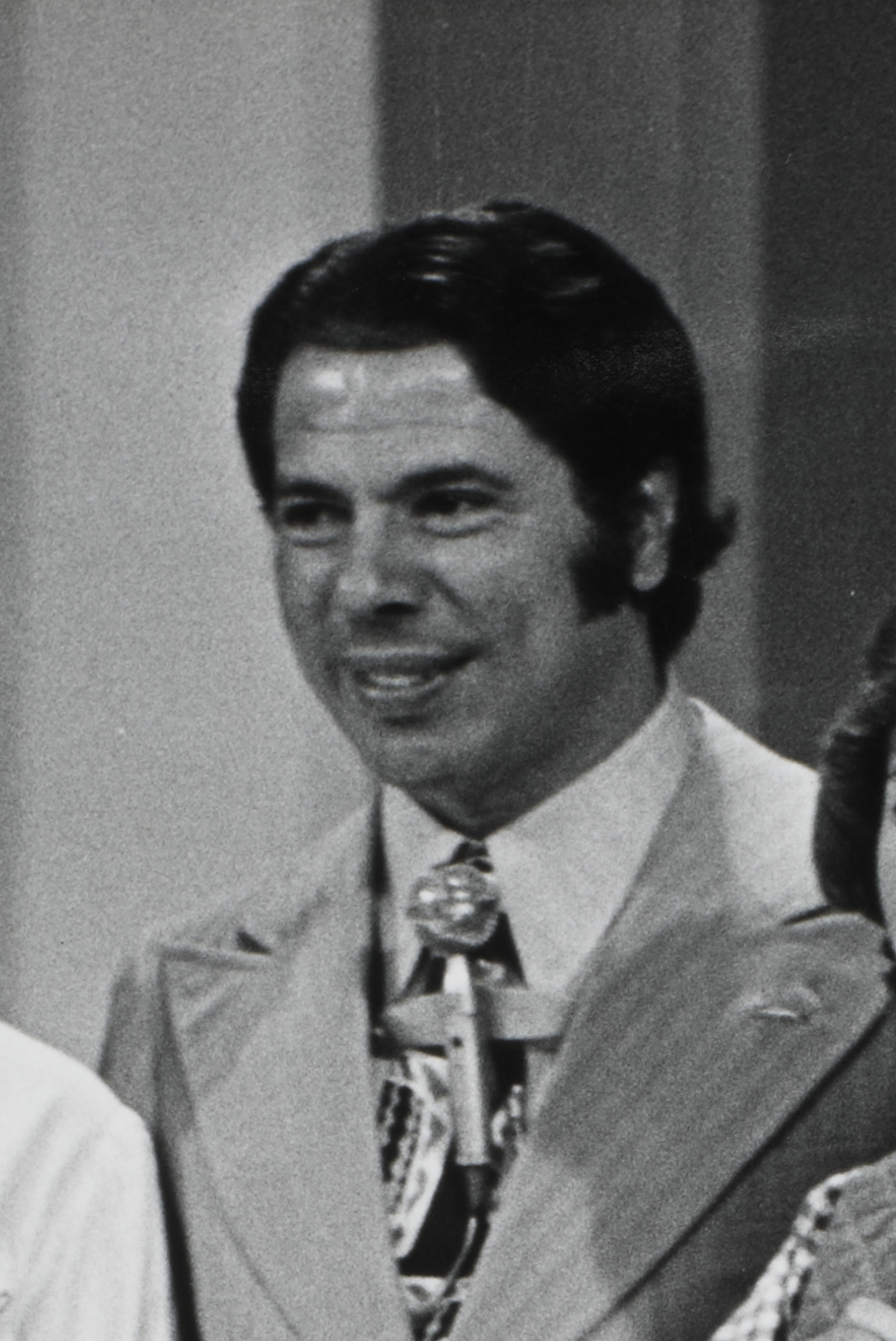
Silvio Santos em setembro de 1972.

Em 1965, Silvio encontrou o músico Archimedes Messina nos corredores da então Rádio Nacional e o pediu que compusesse uma trilha sonora que seria utilizada em seus programas semanais. Ele queria uma canção que fosse simples e animada, para ser facilmente memorizada e reconhecida pelo público.
O apresentador sugeriu que a canção começasse com "um 'lá lá lá'" e o restante seria escrito por Messina. Uma semana depois, Silvio e Archimedes se encontraram e o músico pôs uma fita com a trilha para tocar. 
Silvio Santos passou a utilizá-la em seu programa de rádio e também ao estrear na televisão, e a canção se tornou um dos mais conhecidos jingles televisivos.
A melodia da canção pode ter sido baseada numa antiga música russa, composta em 1920 por Boris Fomin e Konstantin Podrevskii, denominada “Dorogoi dlinnoyu”.

## Disputa judicial e indenização
Em 2001, iniciou-se uma disputa judicial em que Archimedes Messina afirmou não ter sido remunerado pelo uso de sua canção por Silvio em seus programas. Segundo o compositor, Silvio Santos teria pago aproximadamente dez mil reais ao estúdio onde Messina trabalhava para que o jingle fosse gravado e com orquestra. Deste valor, o jornalista recebeu apenas setecentos reais. A advogada de Archimedes Messina afirmou que, do mercado, são pagos quinze mil reais por semestre para a execução desse tipo de canção e que "pelos 30 anos, ele teria de receber R$ 600 mil, fora a indenização por danos morais". A emissora SBT, então, teve de pagar cinquenta salários mínimos como indenização e o valor ainda poderia aumentar.
O SBT ainda contestou dizendo que "Silvio Santos Vem Aí" teria sido composta, na verdade, por Heitor Carillo, mas o próprio negou que tenha feito a canção e apontou que Archimedes Messina seria o compositor desta. Um antigo encarte de um álbum de Silvio, possivelmente por erro, atribuía a canção a Carillo.
Em 2009, o caso da emissora SBT ser acusada de usar a canção de forma indevida veio à tona mais uma vez. Messina não estaria recebendo pelo uso de sua composição no programa de Silvio Santos. O juiz Sidney da Silva Braga declarou que 1,4 milhão de reais deveriam ser pagos pelo SBT como indenização para Archimedes por danos morais e materiais. Em 2011, foi anunciado que o SBT pretendia recorrer e acionar recurso para não abrir mão do jingle de Silvio.
Em 2012, foi feito um acordo mantido sob sigilo de justiça. Silvio, então, voltou a usar a canção no início de 2013.